# Union of the Baltic Cities
Die Union der Ostseestädte (englisch Union of the Baltic Cities) ist eine Vereinigung von derzeit 66 Städten (Stand: 2023) der zehn Ostseeanrainerstaaten. Sie dient als dezentrales Netzwerk der grenzüberschreitenden kommunalen Zusammenarbeit im Ostseeraum.
Die Union der Ostseestädte (UBC) wurde im September 1991 in Danzig (polnisch Gdańsk), nach dem Fall des Eisernen Vorhangs, durch 32 Städte des Ostseeraums ins Leben gerufen. Die Grundlage der Kooperation ist die Verpflichtung zu einer gemeinsamen Entwicklung von Demokratie, Wirtschaft, Sozialwesen, Kultur und Umweltschutz in den jeweiligen Mitgliedsstädten.
Höchstes Organ der UBC ist die Generalkonferenz. Sie tritt alle zwei Jahre in einer Mitgliedsstadt zusammen. Die Generalkonferenz wählt einen Exekutivrat, dem jeweils eine Stadt aus jedem Ostseeland angehört. Neben dem Exekutivrat besteht der UBC aus 13 Ausschüssen.
Die Generalversammlung wählt den Präsidenten der UBC. Er wird von drei Vizepräsidenten und einem Sekretariat unterstützt. Der Sitz des Sekretariats ist Danzig. Derzeitiger Präsident der UBC ist Mantas Jurgutis, ein Stadtrat im litauischen Kaunas.

## Mitgliedsstädte
Kursiv gesetzte Orte sind ehemalige Mitglieder. Mit einem (H) versehene Städte waren Hansestädte.
- Dänemark:
  - Aalborg (H) (1991–2017)
  - Aarhus (seit 1991)
  - Fredericia (1994–1997(?) und 2002–2009)
  - Guldborgsund (seit 1991, bis 2006 als Nykøbing Falster)
  - Horsens (1996–2008)
  - København (H) (1994–2010(?))
  - Køge (H) (1994–2014)
  - Kolding (seit 1997)
  - Nakskov (1991–?)
  - Nyborg (1996–1999)
  - Næstved (H) (seit 1991)
  - Rønne (1994–1997(?))
  - Silkeborg (1998–2005)
  - Vordingborg (1998–2015)

- Deutschland:
  - Bergen auf Rügen (2015–2021)
  - Berlin (2001–2002)
  - Bremen (H) (1991–1995[3])
  - Bützow (1998–2006)
  - Greifswald (H) (seit 1999)
  - Hamburg (H) (seit 2021)
  - Kiel (H) (seit 1996)
  - Lübeck (H) (1991–2014)
  - Rostock (H) (seit 1991)
  - Stralsund (H) (1991–?)
  - Wismar (H) (1991–2013)

- Estland:
  - Elva (seit 1997)
  - Haapsalu (1994–2018 und seit 2022)
  - Hiiumaa (1997–2018, bis 2012 als Kärdla, dann bis 2016 als Hiiu)
  - Jõgeva (2007–2017)
  - Jõhvi (1998–2019)
  - Keila (1997–2018)
  - Kuressaare (1993–2018)
  - Maardu (2002–2020)
  - Narva (1997–2020)
  - Paide (2009–2014)
  - Paldiski (2001–2014)
  - Pärnu (H) (seit 1993)
  - Rakvere (seit 2009)
  - Sillamäe (1998–2018)
  - Tallinn (H) (seit 1992)
  - Tartu (H) (seit 1996)
  - Viljandi (H) (1997–2018)
  - Võru (2000–2018)

- Finnland:
  - Espoo (seit 1999)
  - Helsinki (seit 1994)
  - Järvenpää (2006–2009)
  - Jyväskylä (seit 2006)
  - Kemi (seit 1997)
  - Kotka (seit 1994[4])
  - Lahti (seit 1996)
  - Mariehamn (seit 1996)
  - Pori (seit 1997)
  - Porvoo (seit 2008)
  - Tampere (1995–2018)
  - Turku (H) (seit 1991)
  - Vaasa (seit 1996)

- Lettland:
  - Cēsis (H) (seit 1997)
  - Jēkabpils (seit 1998[5])
  - Jelgava (seit 1999)
  - Jūrmala (1999–2022)
  - Liepāja (seit 1992)
  - Rēzekne (1994–2011)
  - Riga (H) (seit 1991)
  - Tukums (2000–2020)
  - Valmiera (H) (seit 2021)

- Litauen:
  - Gargždai (seit 2007)
  - Jonava (seit 2019)
  - Kaunas (H) (seit 1994)
  - Klaipėda (seit 1991)
  - Marijampolė (2000–2011)
  - Molėtai (2002–2007)
  - Palanga (seit 1993)
  - Panevėžys (seit 1994)
  - Rokiškis (seit 2021)
  - Šiauliai (1994[6]–2019)
  - Tauragė (seit 2017)
  - Vilnius (H) (1994–2016)

- Norwegen:
  - Arendal (seit 2012)
  - Bergen (H) (1991–2021)
  - Kristiansand (seit 1991)
  - Tønsberg (1999–2003)

- Polen:
  - Chojnice (1999–2019)
  - Darłowo (H) (seit 2018)
  - Elbląg (H) (seit 1991)
  - Gdańsk (H) (seit 1991)
  - Gdynia (seit 1991)
  - Kołobrzeg (H) (1991–?)
  - Koszalin (H) (seit 1998)
  - Krynica Morska (2005–2015)
  - Łeba (1993–2015)
  - Malbork (1999–2019)

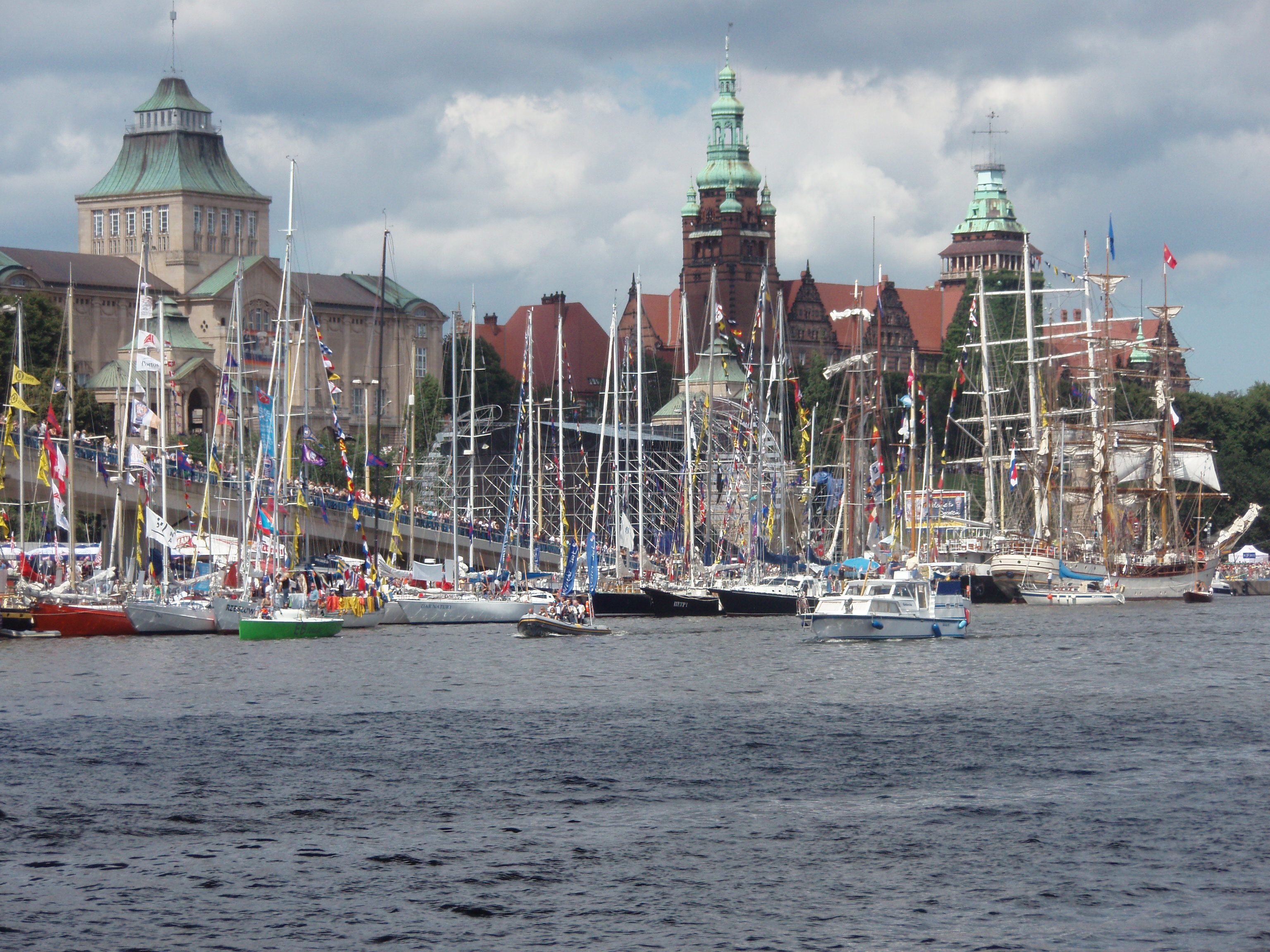
Szczecin (Stettin, Polen): Tall Ships’ Races 2007

  - Międzyzdroje (2001–2005 und 2008–2019)
  - Mielno (seit 2013)
  - Pruszcz Gdański (seit 1999)
  - Reda (seit 1999)
  - Rumia (seit 2022)
  - Sejny (seit 2022)
  - Słupsk (H) (seit 2007)
  - Sopot (seit 1991)
  - Szczecin (H) (1991–2017)
  - Świnoujście (1995–1999)
  - Ustka (seit 2008)

- Russland:
  - Baltijsk (1993–2011)
  - Gattschina (2022[7])
  - Kaliningrad (H) (1991–2017)
  - Kronstadt (1999–2011)
  - Lomonossow (1999–2011)
  - Mamonowo (1993–1996(?))
  - Peterhof (1999–2011)
  - Sankt Petersburg (1991–2022[8])
  - Sestrorezk (1999–2011)

- Schweden:
  - Botkyrka (2009–2015)
  - Falun (2011–2015)
  - Gävle (seit 2003)
  - Göteborg (1996–2009)
  - Region Gotland (seit 1991, bis 2019 als Visby (H))
  - Halmstad (2008–2017)
  - Kalmar (seit 1991)
  - Karlskrona (seit 1991)
  - Karlstad (1996–2019)
  - Kristianstad (1995–2017)
  - Landskrona (1999–2005)
  - Linköping (seit 2000)
  - Luleå (seit 2003)
  - Malmö (seit 1997)
  - Mörbylånga (1992–?)
  - Nacka (1996–2013(?))
  - Norrköping (1991–2005)
  - Norrtälje (1997–2014(?))
  - Nybro (1996–1999)
  - Nyköping (1997–2009)
  - Örebro (seit 2003)
  - Oskarshamn (1994–2019)
  - Östhammar (2010–2012)
  - Oxelösund (1997–2005)
  - Robertsfors (2006–2017)
  - Söderhamn (seit 2010)
  - Stockholm (H) (1992–2008)
  - Sundsvall (1991–2013(?))
  - Tierp (2011–2014)
  - Trelleborg (seit 2007)
  - Umeå (seit 1996)
  - Uppsala (1997–2002)
  - Västerås (1993–2000)
  - Västervik (1993–2020)
  - Växjö (seit 1996)
  - Ystad (1991–2005)

Die belarusische Stadt Hrodna (Grodno) hatte im Jahr 2003 einen Beobachterstatus. Die ukrainische Stadt Wilnjansk wurde 2022 als assoziiertes Mitglied aufgenommen.